# Championnat d'Afrique féminin de volley-ball 2019
Navigation
Édition précédente Édition suivante
Le 19e championnat d'Afrique féminin de volley-ball se déroule du 9 au 14 juillet 2019 au Caire, en Égypte. Neuf équipes du continent africain s'affrontent pour déterminer le champion d'Afrique.
Le Cameroun s'impose en finale face au Kenya, le Sénégal termine à la troisième place. 

## Équipes présentes
Sept équipes participent à la compétition :
- Algérie
- Botswana
- Cameroun
- Égypte
- Kenya
- Maroc
- Sénégal

## Compétition

### Premier tour
Le format du premier tour est celui d'un tournoi toutes rondes simple. Chaque équipe joue un match contre toutes les autres équipes du même groupe.
- Victoire 3–0 ou 3–1 : 3 points ;
- Victoire 3–2 : 2 points ;
- Défaite 2–3 : 1 point ;
- Défaite 0–3 ou 1-3 : 0 point.

Le classement de chaque équipe dans chaque groupe est déterminé selon l'ordre suivant  :
1. le plus grand nombre de matchs obtenus après tous les matches de groupes ;
2. en cas d'égalité de matchs gagnés, le plus grand nombre de points gagnés dans tous les matches de groupes ;
3. en cas d'égalité de points gagnés, le meilleur ratio de sets dans tous les matches de groupes ;
4. en cas d'égalité de ratios de sets, le meilleur ratio de points dans tous les matches de groupes ;
5. en cas d'égalité de ratios de points, le résultat du dernier match entre équipes ex æquo.

À l'issue de ce classement, le premier et le deuxième de chaque groupe sont qualifiés pour les demi-finales.

#### Composition des groupes
Le tirage au sort des groupes a eu lieu le 8 juillet 2019 au Caire
| Poule A              | Poule B                         |
| -------------------- | ------------------------------- |
| Égypte Sénégal Maroc | Cameroun Kenya Botswana Algérie |

#### Poule A
| # | Équipe  | Pts | J | G | P | Sp | Sc | Ratio | Pp  | Pc  | Ratio |
| - | ------- | --- | - | - | - | -- | -- | ----- | --- | --- | ----- |
| 1 | Égypte  | 5   | 2 | 2 | 0 | 6  | 2  | 3     | 180 | 143 | 1.259 |
| 2 | Sénégal | 3   | 2 | 1 | 1 | 3  | 3  | 1     | 132 | 128 | 1.031 |
| 3 | Maroc   | 1   | 2 | 0 | 2 | 2  | 6  | 0.333 | 141 | 182 | 0.775 |

#### Poule B
| # | Équipe   | Pts | J | G | P | Sp | Sc | Ratio | Pp  | Pc  | Ratio |
| - | -------- | --- | - | - | - | -- | -- | ----- | --- | --- | ----- |
| 1 | Kenya    | 8   | 3 | 3 | 0 | 9  | 2  | 4.5   | 256 | 220 | 1.164 |
| 2 | Cameroun | 7   | 3 | 2 | 1 | 8  | 3  | 2.667 | 265 | 195 | 1.359 |
| 3 | Algérie  | 3   | 3 | 1 | 2 | 3  | 7  | 0.429 | 206 | 228 | 0.904 |
| 3 | Botswana | 0   | 3 | 0 | 3 | 1  | 9  | 0.111 | 166 | 245 | 0.678 |

### Phase finale

#### Places 5 à 8
|  | Demi-finale de classement               | Demi-finale de classement               | Demi-finale de classement               | Demi-finale de classement               |       |       | 5e place                    | 5e place                    | 5e place                    | 5e place                    |
|  |                                         |                                         |                                         |                                         |       |       |                             |                             |                             |                             |
|  | 13.07.19, 23–25 25–23 25–16 24–26 16–14 | 13.07.19, 23–25 25–23 25–16 24–26 16–14 | 13.07.19, 23–25 25–23 25–16 24–26 16–14 | 13.07.19, 23–25 25–23 25–16 24–26 16–14 |       |       | 14.07.19, 23–25 14–25 20–25 | 14.07.19, 23–25 14–25 20–25 | 14.07.19, 23–25 14–25 20–25 | 14.07.19, 23–25 14–25 20–25 |
|  | Maroc                                   | Maroc                                   | 3                                       | 3                                       |       |       | 14.07.19, 23–25 14–25 20–25 | 14.07.19, 23–25 14–25 20–25 | 14.07.19, 23–25 14–25 20–25 | 14.07.19, 23–25 14–25 20–25 |
|  | Maroc                                   | Maroc                                   | 3                                       | 3                                       |       |       | 14.07.19, 23–25 14–25 20–25 | 14.07.19, 23–25 14–25 20–25 | 14.07.19, 23–25 14–25 20–25 | 14.07.19, 23–25 14–25 20–25 |
|  | Botswana                                | Botswana                                | 2                                       | 2                                       |       |       | 14.07.19, 23–25 14–25 20–25 | 14.07.19, 23–25 14–25 20–25 | 14.07.19, 23–25 14–25 20–25 | 14.07.19, 23–25 14–25 20–25 |
|  | Botswana                                | Botswana                                | 2                                       | 2                                       | Maroc | Maroc | 0                           | 0                           |                             |                             |
|  |                                         |                                         |                                         |                                         | Maroc | Maroc | 0                           | 0                           |                             |                             |
|  |                                         |                                         | Algérie                                 | Algérie                                 | 3     | 3     |                             |                             |                             |                             |
|  |                                         |                                         |                                         |                                         | 3     | 3     |                             |                             |                             |                             |
|  |                                         |                                         |                                         |                                         |       |       |                             |                             |                             |                             |
|  |                                         |                                         |                                         |                                         |       |       |                             |                             |                             |                             |
|  |                                         |                                         |                                         |                                         |       |       |                             |                             |                             |                             |

#### Places 1 à 4
|  | Demi-finales                      | Demi-finales                | Demi-finales                | Demi-finales                |                               |          | Finale                                  | Finale                                  | Finale                                  | Finale                                  |
|  |                                   |                             |                             |                             |                               |          |                                         |                                         |                                         |                                         |
|  | 13.07.19, 13–25 13–25 20–25       | 13.07.19, 13–25 13–25 20–25 | 13.07.19, 13–25 13–25 20–25 | 13.07.19, 13–25 13–25 20–25 |                               |          | 14.07.19, 25–17 25–27 25–23 23–25 16–14 | 14.07.19, 25–17 25–27 25–23 23–25 16–14 | 14.07.19, 25–17 25–27 25–23 23–25 16–14 | 14.07.19, 25–17 25–27 25–23 23–25 16–14 |
|  | Égypte                            | Égypte                      | 0                           | 0                           |                               |          | 14.07.19, 25–17 25–27 25–23 23–25 16–14 | 14.07.19, 25–17 25–27 25–23 23–25 16–14 | 14.07.19, 25–17 25–27 25–23 23–25 16–14 | 14.07.19, 25–17 25–27 25–23 23–25 16–14 |
|  | Égypte                            | Égypte                      | 0                           | 0                           |                               |          | 14.07.19, 25–17 25–27 25–23 23–25 16–14 | 14.07.19, 25–17 25–27 25–23 23–25 16–14 | 14.07.19, 25–17 25–27 25–23 23–25 16–14 | 14.07.19, 25–17 25–27 25–23 23–25 16–14 |
|  | Cameroun                          | Cameroun                    | 3                           | 3                           |                               |          | 14.07.19, 25–17 25–27 25–23 23–25 16–14 | 14.07.19, 25–17 25–27 25–23 23–25 16–14 | 14.07.19, 25–17 25–27 25–23 23–25 16–14 | 14.07.19, 25–17 25–27 25–23 23–25 16–14 |
|  | Cameroun                          | Cameroun                    | 3                           | 3                           | Cameroun                      | Cameroun | 3                                       | 3                                       |                                         |                                         |
|  | 13.07.19, 25–23 25–21 25–18       |                             |                             |                             | Cameroun                      | Cameroun | 3                                       | 3                                       |                                         |                                         |
|  |                                   |                             | Kenya                       | Kenya                       | 2                             | 2        |                                         |                                         |                                         |                                         |
|  | Kenya                             | Kenya                       | Kenya                       | Kenya                       | 2                             | 2        | 3                                       | 3                                       |                                         |                                         |
|  | Kenya                             | Kenya                       |                             |                             |                               |          |                                         | 3                                       |                                         |                                         |
|  | Sénégal                           | Sénégal                     | 2                           | 2                           |                               |          |                                         |                                         |                                         |                                         |
|  | Sénégal                           | Sénégal                     | 2                           | 2                           | Match pour la troisième place |          |                                         |                                         |                                         |                                         |
|  |                                   |                             |                             |                             |                               |          |                                         |                                         |                                         |                                         |
|  | 14.07.19, 17–25 25–17 14–25 26–28 |                             |                             |                             |                               |          |                                         |                                         |                                         |                                         |
|  | Égypte                            | Égypte                      | 1                           | 1                           |                               |          |                                         |                                         |                                         |                                         |
|  | Égypte                            | Égypte                      | 1                           | 1                           |                               |          |                                         |                                         |                                         |                                         |
|  | Sénégal                           | Sénégal                     | 3                           | 3                           |                               |          |                                         |                                         |                                         |                                         |
|  | Sénégal                           | Sénégal                     | 3                           | 3                           |                               |          |                                         |                                         |                                         |                                         |

## Classement final
| Place              | Équipe   |
| ------------------ | -------- |
| Médaille d'or      | Cameroun |
| Médaille d'argent  | Kenya    |
| Médaille de bronze | Sénégal  |
| 4                  | Égypte   |
| 5                  | Algérie  |
| 6                  | Maroc    |
| 7                  | Botswana |

## Équipe championne
- Joueuses : Stéphanie Fotso Mogoung, Christelle Tchoudjang, Raïssa Nasser, Laetitia Moma Bassoko, Henriette Koulla, Honorine Djakao Gamkoua, Berthrade Bikatal, Fawziya Abdoulkarim, Yolande Amana Guigolo, Emelda Piata Zessi, Estelle Adiana, Odette Ahirindi Menkreo, Ruth Manuela Marie Bibinbe, Sherilyn Bashorun [3]
- Sélectionneur : Jean-René Akono

## Distinctions individuelles
- MVP :  Laetitia Moma Bassoko[4]
- Meilleure réceptionneuse :  Christelle Nana-Tchoudjang[4]
- Meilleure attaquante :  Laetitia Moma Bassoko[4]
- Meilleure libero :  Raïssa Nasser[4]
- Meilleure serveuse :  Mercy Sukuku Moim[4]
- Meilleure passeuse :  Aïta Gita Gaye[4]
- Meilleure contreuse :  Mariam Morsy[4]
- Meilleure défenseuse :  Brackcides Khadambi[4]